# Rijnvaarthoogte
De Rijnvaarthoogte is een norm voor de hoogte van vrachtschepen en bruggen in Nederland. De hoogte is gedefinieerd als 9,10 meter boven het hoogste waterniveau (afgezien van uitzonderlijk hoge niveaus die aanleiding geven tot stremming). Een schip voldoet aan de norm als het niet hoger is, een brug als hij niet lager is. Een schip dat voldoet aan de norm kan dan dus onder een brug door die voldoet aan de norm, zonder dat de brug open hoeft te kunnen (of als die toch open kan: zonder dat die open hoeft). 
Ondanks de naam is de Rijnvaarthoogte naast de Rijn doorgaans ook van toepassing op aangesloten rivieren, zoals de IJssel, de Waal en de Maas. Ook het Belgische Albertkanaal wordt op Rijnvaarthoogte gebracht.
Voor bruggen betekent dit een hoogte van minimaal 9,10 meter tussen het hoogste waterpeil en de onderkant van de brug. Wanneer dit niet het geval is op een route waar schepen die aan de norm voldoen moeten kunnen varen moet de brug een beweegbaar deel hebben. Voor sommige schepen moet de brug dan open, wat het verkeer over de brug hindert.
Voor schepen betekent dit dat wanneer men schepen bouwt met een hoogte (tussen het waterpeil en het hoogste punt van de boot) van meer dan 9,10 meter, men er niet automatisch van uit kan gaan om op vrachtroutes te kunnen varen.